# Valentina Lodovini
Valentina Lodovini (Umbertide, 14 maggio 1978) è un'attrice italiana.

## Biografia
Toscana, tuttavia nasce in Umbria perché qui si trovava la madre quando le si ruppero le acque improvvisamente; cresce poi a Sansepolcro con i genitori, la sorella e il fratello più grande. Dopo avere conseguito la maturità scientifica nel 1997, nel 2000 si diploma presso il Laboratorio Teatrale Permanente dell'Associazione Culturale "Ottobre" a Perugia, diretta da Valeria Ciangottini; nel 2004 si diploma poi al Centro sperimentale di cinematografia di Roma. Frattanto nel periodo 1999-2000 è a teatro, partecipando a diversi spettacoli tra cui Salomé e La casa di Bernarda Alba, diretta da Enzo Aronica, mentre nel 2002 appare nel videoclip del brano I giorni migliori dei Tiromancino.
In televisione recita nelle fiction Io e mamma, Distretto di Polizia, 48 ore e Incantesimo, partecipando inoltre al programma Nessundorma di Paola Cortellesi. Nel 2004 esordisce al cinema nel film Ovunque sei di Michele Placido, presentato al Festival di Venezia. L'anno dopo viene scelta da Paolo Sorrentino per L'amico di famiglia, recitando nello stesso anno anche in A casa nostra di Francesca Comencini. Nel 2007 recita nel film tedesco Pornorama e ottiene il suo primo ruolo da protagonista, ne La giusta distanza di Carlo Mazzacurati; per la sua interpretazione nel ruolo di Mara, ottiene l'anno seguente una candidatura ai David di Donatello come migliore attrice protagonista.
Nell'ottobre 2008 appare su Rai 1 nella miniserie televisiva Coco Chanel di Christian Duguay, dedicata alla celebre creatrice di moda. Nello stesso anno si aggiudica il premio Biraghi, recitando anche ne Il passato è una terra straniera di Daniele Vicari. Nel 2009 appare sul grande schermo con Fortapàsc di Marco Risi, film sulla vita del giornalista Giancarlo Siani, e con Generazione 1000 euro di Massimo Venier; grazie a queste due interpretazioni, vince il Ciak d'oro come rivelazione dell'anno.

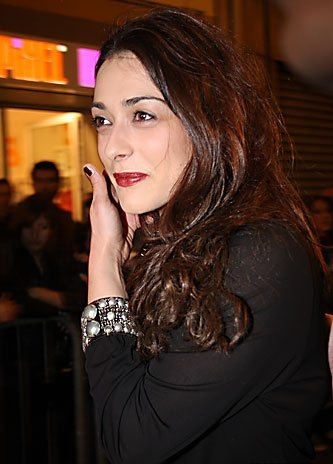
Valentina Lodovini nel 2008

Nel 2010 partecipa al videoclip dei Baustelle Gli spietati, mentre al cinema è tra i protagonisti di Benvenuti al Sud, insieme a Claudio Bisio, Alessandro Siani e Angela Finocchiaro, ruolo per cui l'anno seguente vince il David come migliore attrice non protagonista, e di La donna della mia vita, al fianco di Luca Argentero e Alessandro Gassmann. Nel dicembre 2010 posa inoltre per l'edizione italiana di Maxim. L'anno dopo recita nel film Cose dell'altro mondo e nella miniserie TV Il segreto dell'acqua.
In questo decennio, sul grande schermo è ancora al fianco di Bisio in Benvenuti al Nord e Ma che bella sorpresa; continua a cimentarsi nella commedia con Passione sinistra di Marco Ponti, insieme ad Alessandro Preziosi, Una donna per amica di Giovanni Veronesi e 10 giorni senza mamma di Alessandro Genovesi, affiancata in tutti e due i film da Fabio De Luigi, senza tralasciare ruoli prettamente drammatici come ne La verità sta in cielo di Roberto Faenza. Per il piccolo schermo, nel 2017 recita inoltre in Un covo di vipere de Il commissario Montalbano, episodio rimasto tra i meglio accolti nella storia della serie, sia dal pubblico sia dalla critica.
Nel 2020 è ancora al fianco di De Luigi in 10 giorni con Babbo Natale, sequel di 10 giorni senza mamma, per il quale vince il Nastro d'argento come migliore attrice in un film commedia. Nel 2023 torna in televisione, affiancando il Mago Forest alla conduzione di una puntata di GialappaShow.

## Filmografia

### Cinema
- Il racconto del pazzo, regia di Federico Greco – cortometraggio (1998)
- Gerard, regia di Federico Greco e Stefano Landini – cortometraggio (1999)
- In a Sentimental Mood, regia di Claudio Giovannesi – cortometraggio (2004)
- Ovunque sei, regia di Michele Placido (2004)
- Il mistero di Lovecraft - Road to L., regia di Federico Greco e Roberto Leggio (2005)
- A casa nostra, regia di Francesca Comencini (2006)
- L'amico di famiglia, regia di Paolo Sorrentino (2006)
- Ieri, regia di Luca Scivoletto – cortometraggio (2006)
- La giusta distanza, regia di Carlo Mazzacurati (2007)
- Pornorama, regia di Marc Rothemund (2007)
- Il passato è una terra straniera, regia di Daniele Vicari (2008)
- Riprendimi, regia di Anna Negri (2008)
- Fortapàsc, regia di Marco Risi (2009)
- Generazione 1000 euro, regia di Massimo Venier (2009)
- Lacrime, regia di Fabrizio Ancillai – cortometraggio (2009)
- Corporate, regia di Valentina Bertuzzi – cortometraggio (2009)
- Benvenuti al Sud, regia di Luca Miniero (2010)
- La donna della mia vita, regia di Luca Lucini (2010)
- Tutto calcolato, regia di Alessio De Leonardis – cortometraggio (2011)
- Il tempo delle donne, regia di Evelina De Gaudenzi – cortometraggio (2011)
- Cose dell'altro mondo, regia di Francesco Patierno (2011)
- Benvenuti al Nord, regia di Luca Miniero (2012)
- Passione sinistra, regia di Marco Ponti (2013)
- Il sud è niente, regia di Fabio Mollo (2013)
- Una donna per amica, regia di Giovanni Veronesi (2014)
- Buoni a nulla, regia di Gianni Di Gregorio (2014)
- Tre tocchi, regia di Marco Risi (2014)
- L'inventore di giochi (The Games Maker), regia di Juan Pablo Buscarini (2014)
- Milionari, regia di Alessandro Piva (2014)
- Ma che bella sorpresa, regia di Alessandro Genovesi (2015)
- Soundtrack, regia di Francesca Marra (2015)
- La linea gialla, regia di Francesco Conversano e Nene Grignaffini (2015)
- La verità sta in cielo, regia di Roberto Faenza (2016)
- Out of the Blue, regia di Gloria Aura Bortolini – cortometraggio (2016)
- Si muore tutti democristiani, regia de Il Terzo Segreto di Satira (2017)
- Anna, regia di Federica D'Ignoti – cortometraggio (2018)
- Uomo, regia di Mattia Bianchini – cortometraggio (2018)
- Cosa fai a Capodanno?, regia di Filippo Bologna (2018)
- 10 giorni senza mamma, regia di Alessandro Genovesi (2019)
- Cambio tutto!, regia di Guido Chiesa (2020)
- È per il tuo bene, regia di Rolando Ravello (2020)
- 10 giorni con Babbo Natale, regia di Alessandro Genovesi (2020)
- Persona by Marina Rinaldi SS21 ADV Campaign, regia di Michele Formica – cortometraggio (2021)
- L'afide e la formica, regia di Mario Vitale (2021)
- Love & Gelato, regia di Brandon Camp (2022)
- Vicini di casa, regia di Paolo Costella (2022)
- I migliori giorni, regia di Massimiliano Bruno ed Edoardo Leo (2023)
- La terra delle donne, regia di Marisa Vallone (2023)
- Conversazioni con altre donne, regia di Filippo Conz (2023)
- Una terapia di gruppo, regia di Paolo Costella (2024)
- Una famiglia sottosopra, regia di Alessandro Genovesi (2024)
- 10 giorni con i suoi, regia di Alessandro Genovesi (2025)
- Unicorni, regia di Michela Andreozzi (2025)

### Televisione
- Distretto di Polizia – serie TV (2003-2006)
- La moglie cinese, regia di Antonello Grimaldi – miniserie TV (2006)
- 48 ore – serie TV, 12 episodi (2006)
- Io e mamma, regia di Andrea Barzini – miniserie TV (2007)
- Donna Roma – serie TV, 4 episodi (2007)
- Coco Chanel, regia di Christian Duguay – miniserie TV (2008)
- L'ispettore Coliandro – serie TV, episodio 2x04 (2009)
- Boris – serie TV, episodi 3x03-3x04 (2010)
- Gli ultimi del paradiso, regia di Luciano Manuzzi – miniserie TV (2010)
- Il segreto dell'acqua, regia di Renato De Maria – miniserie TV (2011)
- Un Natale con i fiocchi, regia di Giambattista Avellino – film TV (2012)
- Untraditional – serie TV, episodio 1x06 (2016)
- Il commissario Montalbano – serie TV, episodio 11x01 (2017)
- Figli del destino, regia di Francesco Miccichè e Marco Spagnoli – film TV (2019)
- L'Aquila - Grandi speranze – serie TV, 12 episodi (2019)
- Io e lei – docuserie, episodio 1x06 (2019)

## Teatro
- Colette parlerà tristemente del piacere di Colette, regia di Adriano De Santis (2004)
- Duck di Stella Feehily, regia di Roberta Nicolai (2004)
- Camera di sangue di Angela Carter, regia di Mario Grossi (2004)
- Don Giovanni - Studio terzo, tratto dal Don Giovanni di Molière, regia di Giovanni Boncoddo (2004)
- Intrattenimento violento, testo e regia di Eleonora Danco (2012)
- Quando Nina Simone ha smesso di cantare di Darina Al Joundi e Mohamed Kacimi, regia di Giorgio Gallione (2013)
- È Stato la mafia di Marco Travaglio, regia di Stefania De Santis (2014)
- Tutta casa, letto e chiesa di Dario Fo e Franca Rame, regia di Sandro Mabellini (2018)
- I have a dream – Le parole che hanno cambiato la storia, testo di Gabriele Guidi ed Ennio Speranza, regia di Gabriele Guidi (2018)

## Doppiaggio
- Mamá Luisa Rivera in Coco

## Videoclip
- I giorni migliori dei Tiromancino (2002)
- Gli spietati dei Baustelle (2010)
- Colpisci di Neffa (2015)
- Sospesi di Colapesce (2017)

## Riconoscimenti
- 2007 – Festival Internazionale del Film di Roma
  - Premio L'Oréal Paris al miglior maquillage per La giusta distanza
- – David di Donatello
  - 2008 – Candidatura per Migliore attrice protagonista per La giusta distanza
  - 2011 – Migliore attrice non protagonista per Benvenuti al Sud
- 2008 – Ciak d'oro
  - Candidatura per Migliore attrice non protagonista per Riprendimi
- 2009 – Nastro d'argento
  - Candidatura per Migliore attrice non protagonista per Generazione mille euro e Il passato è una terra straniera
- 2009 – Ciak d'oro
  - Rivelazione dell'anno
  - Candidatura per Migliore attrice non protagonista per Fortapàsc
- 2011 – David di Donatello
  - Migliore attrice non protagonista per Benvenuti al Sud
- 2011 – Nastro d'argento
  - Candidatura per Migliore attrice non protagonista per Benvenuti al Sud
- 2011 – Ciak d'oro
  - Candidatura per Migliore attrice non protagonista per Benvenuti al Sud
- 2021 – Nastro d'argento
  - Migliore attrice in un film commedia per 10 giorni con Babbo Natale[10]